# Joshua Fry

Die Fry-Jefferson Karte

Joshua Fry (* um 1700 in Crewkerne, Somerset; † 31. Mai 1754) war ein britisch-amerikanischer Geodät, Politiker und Offizier.

## Leben
Fry war der Sohn des Joseph Fry und besuchte das Wadham College der University of Oxford. In den 1720ern zog er in die Colony of Virginia, wo er am College of William and Mary lehrte. Unter anderem leitete er die Grammar School und war später Professor der Naturphilosophie und Mathematik. Im James City County diente er zudem als Justice of the Peace. Er heiratete die wohlhabende Witwe Mary Micou Hill, mit der er fünf Kinder hatte. Mitte der 1730er (möglicherweise 1737) gab er seinen Lehrposten auf und zog in das Essex County, wo er Justice of the Peace, Sheriff und Coroner war. Einige Jahre später zog er in den Goochland County.
Schon 1738 hatte Fry zusammen mit Robert Brooke und William Mayo dem House of Burgesses eine Vermessung ganz Virginias vorgeschlagen, doch wurde der Plan 1744 abgelehnt. Als Albemarle County im Folgejahr von Goochland County abgetrennt wurde, wurde Fry beauftragt, die Grenze zwischen beiden Countys zu vermessen. Er war auch in Albemarle County Richter und vertrat es von 1745 bis zu seinem Tod 1754 im House of Burgesses.
Dort begann seine Zusammenarbeit mit Peter Jefferson, dem Vater des späteren Präsidenten Thomas Jefferson. 1746 definierten sie die westliche Grenze der weiten Ländereien des Thomas Fairfax, 6. Lord Fairfax of Cameron, 1749 einen Teil der Grenze zwischen der Colony of Virginia und der Province of North Carolina. Auf Grund der Landdispute zwischen den britischen und französischen Kolonien, die später zum Siebenjährigen Krieg in Nordamerika führen sollten, wurden sie 1750 vom Gouverneur Lewis Burwell mit einer Karte ganz Virginias beauftragt. Zudem beinhaltete die Fry-Jefferson Karte, deren offizieller Titel A Map of the Inhabited Part of Virginia containing the whole Province of Maryland, with Part of Pensilvania, New Jersey and North Carolina war, auch die Province of Maryland sowie Teile der Province of Pennsylvania, der Province of New Jersey und der Province of North Carolina. Sie wurde 1751 fertiggestellt und ist die bekannteste zeitgenössische Karte Virginias. Dazu verfasste Fry den Bericht An Account of the Bounds of the Colony of Virginia of its back Settlements of the lands toward the Mountains and Lakes über das Hinterland Virginias. Die Karte und Frys Bericht wurden mit einem Reisebericht des Deutschen John Peter Salley zum Privy Council geschickt. In England wurde sie 1754 vom Kartographen Thomas Jefferys überarbeitet, der u. a. den Kurs des Ohio Rivers korrigierte.
Sein Wissen über das virginische Hinterland verhalf ihm 1752 dazu, Virginia bei den Verhandlungen über den Vertrag von Logstown zu vertreten. Dieser sollte die Beziehung der Kolonisten zu den Haudenosaunee-Indianern stärken. Als 1754 der Siebenjährige Krieg in Nordamerika ausbrach, wurde Fry als Colonel Leiter des Virgina-Regiments. Auf dem Weg zum Fort Duquesne verstarb er im heutigen Cumberland nach einem Reitunglück. Sein Nachfolger als Colonel wurde der spätere Präsident George Washington.